# Cerkiew w Borzești
Cerkiew w Borzești – cerkiew w Borzești, w Rumunii, wybudowana w 1492 na polecenie Stefana III Wielkiego według legendy dla upamiętnienia jego dziecka, które zostało zabite w czasie najazdu Tatarów. 
Została odnowiona w 2004. Gotyckie okna uległy częściowemu zniszczeniu.